# Capitorostrum asteridiellae
Capitorostrum asteridiellae är en svampart som beskrevs av Bat. 1957. Capitorostrum asteridiellae ingår i släktet Capitorostrum, divisionen sporsäcksvampar och riket svampar.   Inga underarter finns listade i Catalogue of Life.